# أليكساندر مولر
أليكساندر مولر (بالفرنسية: Alexandre Müller)‏ هو لاعب كرة مضرب فرنسي، ولد في 1 فبراير 1997 في بواسي في فرنسا.

## وصلات خارجية
- أليكساندر مولر على موقع رابطة محترفي التنس (الإنجليزية)
- أليكساندر مولر على موقع الاتحاد الدولي لكرة المضرب (الإنجليزية)
- أليكساندر مولر على موقع خلاصة التنس.كوم (الإنجليزية)
- أليكساندر مولر على موقع اللجنة الأولمبية الفرنسية (مؤرشف) (الفرنسية)